# Джерети, Питер
Питер Джерети (англ. Peter Gerety; род. 17 мая 1940) — американский характерный актёр. Известен по роли Отто Бернхардта в сериале «Подлый Пит», а также по ролям второго плана в кино и на телевидении.

## Биография
Джерети родился в Провиденс, Род-Айленд. Учился в Бостонском университете.

## Карьера
Джерети сыграл в таких фильмах, как «Волк», «Прожить жизнь с Пикассо», «Монтана», «Легенда Багера Ванса», «Проклятие нефритового скорпиона», «Планета Ка-Пэкс», «Нужные люди», «Голливудский финал», «Война миров», «Сириана», «Не пойман — не вор», «Война Чарли Уилсона», «Война по принуждению», «Шопо-коп», «Джонни Д.», «Весёлые» каникулы, «Экипаж», «Самый жестокий год».
Фильм 2019 года «Работяга» (англ. Working Man) с Джерети в главной роли получил положительные отзывы критиков. Критики также отметили игру Джерети — Ричард Ропер в своей рецензии в газете Chicago Sun-Times назвал игру Джерети "просто отличной".
Среди ролей Джерети на телевидении — роль Отто Бернхардта в сериале «Подлый Пит», роль отца главной героини, Десмонда, в телесериале «Главный подозреваемый» и роли второго плана в телесериалах «Убойный отдел», «Прослушка», «Рэй Донован». Также Джерети снялся в двух телесериалах, имеющих название «Общественная мораль» — в ситкоме Стивена Бочко и сериале Эдварда Бернса «Общественная мораль», где исполнил роль отца Терри Малдуна, персонажа Бернса.
Джерети сыграл Джона Коттера в постановке пьесы Норы Эфрон «Счастливчик», ставшей дебютом Тома Хэнкса на Бродвее.